# Blumenfest-Polka
Blumenfest-Polka, op. 111, är en polka av Johann Strauss den yngre. Den framfördes första gången den 14 maj 1852 i Wien.

## Historia
Polkan komponerades till en blomsterfestival med anor från kejsare Frans I:s dagar. Den firades i maj i glasträdgården intill slottet. Festivalen 1852 planerades till den 11 maj och tsar Nikolaj I av Ryssland, som befann sig i Wien (se Grossfürsten-Marsch), skulle delta som hedersgäst. Men det regniga vädret den 11 maj förhindrade festivalen, som sköts upp till den 18 maj. Tsaren hade då lämnat landet och Strauss beslöt att tidigarelägga uppförandet av polkan till den 14 maj vid en offentlig musiktillställning i Volksgarten. Konserten sammanföll med en vårfest till ärkehertiginnan Sofias ära (moder till kejsar Frans Josef I).

## Om polkan
Speltiden är ca 2 minuter och 25 sekunder plus minus några sekunder beroende på dirigentens musikaliska tolkning.